# Иван Перишич
И́ван Пе́ришич (на хърватски: Ivan Perišić; 2 февруари 1989, Сплит) е хърватски футболист, крило в отбора на ПСВ Айндховен.

## Кариера
Иван Перишич става известно име във футбола, когате е на 17 години. Скаути на различни клубове, като „Андерлехт“, ПСВ, „Аякс“, „Херта“ (Берлин), „Хамбургер“ , забелязват играта му по време на мачовете му за юношеския отбор на страната. Иван избира да продължи кариерата си във френския клуб „Сошо“.

## Успехи

### Отборни
Борусия Дортмунд
- Бундеслига: 2011/12
- Купа на Германия: 2012

Волфсбург
- Купа на Германия: 2015
- Суперкупа на Германия: 2015

Байерн Мюнхен
- Бундеслига: 2019/20[2]
- Купа на Германия: 2020
- Шампионска лига: 2019/20[3]

Интер
- Серия А: 2020/21[4]

Хърватия
- Трето място и бронзов медал на Световното първенство по футбол 2022 в  Катар.[5]